# ليلة الحظ (فلم)
ليلة الحظ فيلم مصري من إنتاج عام 1945، بطولة أنور وجدي، وتحية كاريوكا، إخراج عبد الفتاح حسن.

## فريق العمل
- أنور وجدي في دور صلاح
- تحية كاريوكا في دور لهلوبة
- رجاء عبده في دور هدى
- بشارة واكيم في دور جزر
- محمود المليجي في دور فريد
- ماري منيب
- إسماعيل ياسين
- ثريا حلمي

## روابط خارجية
- ليلة الحظ على موقع IMDb (الإنجليزية)
- ليلة الحظ على موقع الدهليز
- ليلة الحظ على موقع قاعدة بيانات الأفلام العربية